# Nipertz
Nipertz, (Nipritz, Nipretz, Nypritz, Nipris, Nypers) svensk medeltida adelsätt, inflyttad från Tyskland.
Vapen: förde  på guld en svart upprätt stående enhörning, enligt en avritning från kyrkor på 1600-talet av Elias Brenner.
Släkten är känd från flera pommerska städer, som Herman Nipris i Stralsund 1311. Möjligen har namnet sitt ursprung i den pommerska orten Niepars i Landkreis Vorpommern-Rügen, som 1328 skrevs Nipritze.
Redan 1336 förekommer i Helsingborg en Nicolaus Nipretz, vars härstamning dock är okänd. I Sverige nämns den första medlemmen i släkten 1392, när fem uppräknade väpnare, däribland Herman Niepertz, rannsakas av Stockholms borgmästare och råd, för att ha förgripit sig på Strängnäs domkyrkas egendom. I Sverige är flera medlemmar begravda i Vadstena.
Utslocknad på svärdssidan i Sverige vid Erik Nipertzs död 1470, och på spinnsidan med hans dotter Katarina Eriksdotter Nipertz.

## Kända medlemmar
- Agneta Nipertz, begravd i Vadstena kloster, var gift med riksrådet Anund Jonsson (Lejonansikte),[2] hennes dotter blev farmor till riksföreståndaren Sten Sture den äldre.
- Herman Nipertz är känd från Albrekt av Mecklenburgs regering och omtalas 1392 som väpnare.
- Kort Nipertz, död 1412, var 1404 en av anförarna för drottning Margaretas trupper på Gotland, omnämnes senare som riddare, begravd 1412 i Vadstena kloster.[2]

1. Erik Nipertz, (son till Kort) riddare och riksråd, lagman i Östergötland, Hövitsman på Älvsborg, stupad i slaget vid Öresten i februari 1470.
  1. Eriks dotter Katarina Eriksdotter Nipertz, gift med Erik Nilsson (Oxenstierna) och hövitsmanen på Raseborgs slott, Laurens Axelsson (Tott). En av hennes döttrar blev stammoder för alla senare medlemmar av släkten Banér.